# Laplace (Louisiana)
Laplace (conosciuta anche come LaPlace) è un census-designated place (CDP) nella parrocchia di Saint John the Baptist, Louisiana (USA), situata lungo la sponda orientale del Mississippi nell'area metropolitana di New Orleans. Dal censimento del 2010 risultava essere popolata da 32'134 abitanti.
Laplace rappresenta il terminale meridionale della Interstate 55, che qui si collega alla Interstate 10, e della U.S. Route 51, che termina immettendosi nella U.S. Route 61. Laplace si trova 40 km ad est di New Orleans. Laplace è detta "capitale mondiale dell'andouille" (un insaccato simile al salame).